# Völkenreuth
Völkenreuth (oberfränkisch: Velcherreid)  ist ein Gemeindeteil der Stadt Schwarzenbach an der Saale im Landkreis Hof (Oberfranken, Bayern). Völkenreuth liegt in der Gemarkung Hallerstein.

## Geographie
Das Dorf liegt unmittelbar östlich an der Förmitztalsperre. Eine Gemeindeverbindungsstraße führt nach Hallerstein (1,2 km südlich) bzw. nach Baumersreuth (1,1 km nördlich). Eine weitere Gemeindeverbindungsstraße führt nach Förmitz (2,1 km südwestlich).

## Geschichte
Der Ort wurde im Jahr 1419 erstmals urkundlich erwähnt.
Zur Realgemeinde Völkenreuth gehörte Schieda. Gegen Ende des 18. Jahrhunderts bestand Völkenreuth aus 13 Anwesen und einem Gemeindehirtenhaus. Die Hochgerichtsbarkeit stand dem bayreuthischen Stadtrichteramt Münchberg zu. Die Dorf- und Gemeindeherrschaft hatte das bayreuthische Amt Hallerstein. Grundherren waren das Amt Hallerstein (1 Hof, 2 Halbhöfe, 2 Viertelhöfe, 1 Frohngut, 1 Gut, 1 Gütlein, 2 Tropfhäuser, 1 Haus) und das vogtländische Rittergut Schwarzenbach (1 Hof, 1 Haus).
Von 1797 bis 1810 unterstand Völkenreuth dem Justiz- und Kammeramt Münchberg. Infolge des Ersten Gemeindeedikts wurde Völkenreuth dem 1812 gebildeten Steuerdistrikt Hallerstein und der zugleich entstandenen Ruralgemeinde Hallerstein zugeordnet. Im Zuge der Gebietsreform in Bayern wurde Völkenreuth am 1. Juli 1976 in die Stadt Schwarzenbach an der Saale eingegliedert.

### Baudenkmäler
- ein Pechölstein in der Ortsmitte am Dorfteich[9]

### Einwohnerentwicklung
| Jahr      | 1812  | 1819   | 1861   | 1871   | 1885   | 1900   | 1925   | 1950   | 1961   | 1970   | 1987  |
| Einwohner | 61    | 58     | 91     | 92     | 71     | 86     | 81     | 117    | 81     | 64     | 48    |
| Häuser    | 14    |        |        |        | 14     | 15     | 13     | 12     | 13     |        | 11    |
| Quelle    | [ 7 ] | [ 11 ] | [ 12 ] | [ 13 ] | [ 14 ] | [ 15 ] | [ 16 ] | [ 17 ] | [ 18 ] | [ 19 ] | [ 1 ] |

## Religion
Völkenreuth ist bis heute nach Hallerstein gepfarrt und seit der Reformation evangelisch-lutherisch geprägt.